# Роберт Тейлор (легкоатлет)
Роберт Джеймс Тейлор (англ. Robert James Taylor; нар. 14 вересня 1948 — пом. 13 листопада 2007) — американський легкоатлет, який спеціалізувався в бігу на короткі дистанції.

## Із життєпису
Олімпійський чемпіон в естафеті 4×100 метрів (1972).
Срібний олімпійський призер з бігу на 100 метрів (1972).
Ексрекордсмен світу в естафеті 4×100 метрів.
По завершенні спортивної кар'єри тривалий час працював вчителем.

## Основні міжнародні виступи
| Рік  | Змагання         | Місто   | Місце            | Дисципліна | Примітки         |
| ---- | ---------------- | ------- | ---------------- | ---------- | ---------------- |
| 1972 | Олімпійські ігри | Мюнхен  | 2                | 100 м      | Відео на YouTube |
| 1972 | 1                | 4×100 м | Відео на YouTube |            |                  |